# Thomas Wegmüller
Thomas Wegmüller (Schlieren, 28 settembre 1960) è un ex ciclista su strada e pistard svizzero, professionista dal 1987 al 1994.
Specialista delle classiche e ottimo cronoman, si aggiudicò il Grand Prix des Nations nel 1990 e il campionato svizzero professionisti nel 1992.

## Palmarès
- 1985 (dilettanti)

Giro del Mendrisiotto
- 1986 (dilettanti)

Stausee Rundfahrt
- 1987

Gran Premio di Lugano
Kaistenberg Rundfahrt
7ª tapp Grand Prix Tell
- 1988

Route du Berry - Trophée Sitram
5ª tappa Tour of Britain
- 1989

Grand Prix de Wallonie
2ª tappa Critérium du Dauphiné Libére
- 1990

Grand Prix des Nations
Gran Premio di Francoforte
Nordwest-Schweizer-Rundfahrt
Kaistenberg Rundfahrt
- 1991

4ª tappa Vuelta a Asturias
- 1992

Campionati svizzeri, Prova in linea
Giro dei Sei Comuni Mendrisio
Gran Premio de Naquera
1ª tappa Giro del Lago Maggiore
Classifica generale Giro del Lago Maggiore
3ª tappa Clásico RCN
- 1993

3ª tappa Volta a Portugal

### Altri successi
- 1987

Sierre-Loye (corsa in salita)
- 1988

Kermesse di Sint-Denijs
- 1990

Criterium di Langenthal

## Piazzamenti

### Grandi Giri
- Tour de France

1989: 99º
1990: 112º
1991: 155º
- Vuelta a España

1988: ritirato (2ª tappa)
1992 126º

### Classiche monumento
- Milano-Sanremo

1989: 104º
1991: 139º
1992: 206º
- Giro delle Fiandre

1987: 76º
1991: 36º
1992: 2º
- Parigi-Roubaix

1988: 2º
1989: 50º
1990: 7º
1991: 68º
1992: 59º
- Liegi-Bastogne-Liegi

1987: 51º
1989: 108º
1990: 85º
- Giro di Lombardia

1989: 41º
1990: 9º
1991: 48º
1992: 51º

### Competizioni mondiali
- Campionati del mondo

1986 - In linea Dilettanti: 42º
Villach 1987 - In linea: 35º
Ronse 1988 - In linea: 12º
Chambéry 1989 - In linea: 36º
Utsunomiya 1990 - In linea: 45º
Stoccarda 1991 - In linea: 95º
Benidorm 1992 - In linea: ritirato
Oslo 1993 - In linea: ritirato
- Coppa del mondo

1990: 8º
1992: 13º